# Dick Graham
Richard D. Graham, detto Dick (Corby, 6 maggio 1922 – Colchester, 7 marzo 2013), è stato un calciatore e allenatore di calcio inglese, di ruolo portiere.

## Biografia
Dopo esser stato costretto a ritirarsi dalle attività agonistiche per via di un infortunio, decise di rilevare un pub a Croydon, diventando inoltre rappresentante di un'azienda produttrice di birra. Suo fratello giocò come centravanti per squadre come Clapton Orient, Nottingham Forest e York City.
Graham venne inserito nella Hall of Fame del Colchester United nel 2007, diventando così il primo allenatore ad entrarci senza aver mai giocato per il club.
Nel dicembre 2012 rimediò la frattura dell'anca, affrontando in seguito un percorso di riabilitazione in ospedale. Rientrato a casa, però, le sue condizioni cardiache peggiorarono a tal punto da confinarlo a letto. Morì il 7 marzo 2013 all'età di 90 anni.

## Carriera

### Giocatore
Graham iniziò la propria carriera agonistica tra le file del Corby Town. Ha successivamente militato nel Leicester City per due anni prima di approdare al Crystal Palace. Prima di firmare con le Eagles, Graham era impegnato nella Seconda guerra mondiale prestando servizio alla Royal Air Force. Tuttavia, con il Palace collezionò un totale di 155 presenze, finché un infortunio non pose anticipatamente fine alla sua carriera agonistica.

### Allenatore
Poco dopo il proprio ritiro dal calcio giocato, iniziò a intraprendere la carriera manageriale, affiancandosi inizialmente a Bob Stokoe sulla panchina del Charlton; poco dopo approdò nuovamente al Crystal Palace nel ruolo di assistente tecnico. Nel novembre 1962 venne nominato tecnico su base permanente per far fronte all'esonero di Arthur Rowe. Al suo primo anno portò la squadra a piazzarsi all'undicesimo posto in Third Division, mentre al suo secondo anno riuscì a portare la squadra alla promozione in Second Division. Lasciò l'incarico nel gennaio 1966.
Nell'estate dello stesso anno gli venne affidata la guida tecnica del Leyton Orient. Tuttavia, la sua esperienza non fu delle migliori, poiché la squadra rimase costantemente a lottare per non retrocedere. Nel febbraio del 1968 rassegnò le proprie dimissioni in seguito al rifiuto del club di investire su nuovi giocatori. Il mese successivo divenne nuovo allenatore del Walsall. Lasciò l'incarico dopo due mesi visto il mancato raggiungimento della promozione.
Il 1º giugno 1968 venne nominato nuovo tecnico del Colchester United, allora militante in Fourth Division. Graham fu principalmente ricordato per la campagna di FA Cup 1970-1971, in cui la sua squadra sconfisse Ringmer FC, Cambridge United, Barnet e Rochdale raggiungendo il quinto turno della competizione. Il Colchester venne sorteggiato con il Leeds United di Don Revie. La gara andò subito in favore del Colchester, che riuscì subito a portarsi in vantaggio per 3-0 grazie a una doppietta di Ray Crawford e ad una rete di Dave Simmons. Il Leeds reagì con due reti di Norman Hunter e Johnny Giles, che risultarono del tutto vane poiché il Colchester vinse la gara. Al turno successivo avrebbero poi affrontato l'Everton, che li eliminò dalla competizione con una vittoria 5-0. Graham si dimise nel settembre 1972 per via di divergenze con la società.
Nel 1973 approdò sulla panchina del Wimbledon FC. Lasciò l'incarico nel marzo 1974 dopo una sola stagione.